# Këndò!
Këndò! è il secondo album ufficiale del gruppo Peppa Marriti Band, pubblicato nel 2009. Alcune canzoni fanno parte da anni degli spettacoli dal vivo della band, altre invece, sono inediti composti in questo periodo. 
Come il primo CD Rockarbëresh, anche questo è cantato quasi interamente in Arbëresh (Italo-Albanese).
Le canzoni guardano al futuro senza dimenticare però il passato e la tradizione Arbëresh.
L'album è stato registrato da Simone Miceli presso la sala prove Gradino 23 a Spezzano Albanese (CS), mixato da Alessandro Castriota presso lo Studio Castriota a Marzocca (AN) e pubblicato su etichetta RadioEpiro/Sanarecords con distribuzione Venus Dischi.

## Tracce
1. Vashez – 3:12
2. Jam e vdesmi ùri – 2:40
3. Këndo! – 3:34
4. Danza – 3:41
5. Dheu im – 3:06
6. Illy ditës – 3:05
7. Lule lule – 3:50
8. Buhùa – 4:03
9. Mos më harrò! – 4:01
10. Na vekkiarella – 3:49
11. Questa vita – 3:40
12. Dub Dabby – 5:39
13. Vashez (acoustic version) – 1:48